# بطولة كاريوكا 1969
بطولة كاريوكا 1969 هو موسم من بطولة كاريوكا. فاز فيه نادي فلومينينسي.